# Miss Universo 1990
Miss Universo 1990 foi a 39ª edição do concurso, realizada no Shubert Theatre, em Los Angeles, EUA, em 13 de abril de 1990. Mona Grudt, da Noruega, foi coroada como Miss Universo, vencendo candidatas de outros 70 países.
Esta edição marcou o 30º ano da transmissão do concurso pela televisão e a única em que o Brasil não participou desde a sua estreia em 1954.

## Evento
Desde o começo esta edição era considerada uma das piores da história,seja pela quantidade e qualidade das candidatas,o que se comprovou com uma produção que deixou a desejar, provocada por controvérsias, falta de interesse da mídia e principalmente perda de patrocinadores. Para enfrentar essa crise, algumas inovações foram criadas pelos organizadores, mas nem mesmo a primeira participação da URSS nem a primeira Miss EUA negra foram suficientes para provocar interesse, naquela edição que segundo especialistas é considerada a pior da história. Até mesmo Brasil e Bélgica,tradicionais competidores, pela primeira vez não mandaram uma representante ao concurso.
As favoritas após as preliminares eram Venezuela, EUA, República Dominicana, Colômbia, Turquia e, por razões políticas, a União Soviética. Como não houve patrocínio público da cidade de Los Angeles para o concurso,foram pouquíssimas as atividades públicas das candidatas e a maior parte do tempo foi dedicada apenas aos ensaios.
Pela primeira vez as decisões dos jurados foram mostradas ao vivo para a audiência televisiva, dando mais transparência ao concurso e também pela primeira vez, após a escolha do usual Top 10, se formou um Top 6 e esse seria reduzido para um Top 3,de onde seria feita a escolha final, formato que se manteria até 1999. Esta também foi a última vez em que as nações britânicas competiram separadamente. A partir de 1991, haveria apenas uma candidata do Reino Unido ou da Grã-Bretanha.
A grande surpresa após as preliminares foi uma improvável liderança da Miss Noruega, Mona Grundt, classificada em primeiro lugar em todos os segmentos e também foi a única europeia a chegar ao Top 6, seguida pela favoritíssima venezuelana e pela também favorita Miss México Marilé Del Rosário. Na semifinal, a beleza natural, elegância e inteligência de Grundt continuaram a impressionar o júri, que a colocou com as notas mais altas nas três etapas, seguida pela colombiana Lizeth Mahecha e pela classuda Miss Chile, que era considerada pela mídia arrogante. Junto com elas, as Miss EUA e surpreendentemente a boliviana Rosario del Pilar Rico Toro conseguiu se classificar entre o Top 6,eliminado a favorita Andreína Goetz da Venezuela.
Após as perguntas finais, Noruega, EUA e Colômbia formaram o Top 3 e Mona, sem cirurgias plásticas e usando um simples vestido de apenas US$40, que destoava das demais finalistas, foi eleita a primeira Miss Universo de seu país e segunda europeia consecutiva a conquistar a coroa. Durante 26 anos,Mona foi a última europeia a ser coroada Miss Universo.

## Resultados
| Colocação                | Candidata                                                   | País                                          |
| ------------------------ | ----------------------------------------------------------- | --------------------------------------------- |
| Miss Universo 1990       | Mona Grudt                                                  | Noruega                                       |
| 2º lugar                 | Carole Gist                                                 | Estados Unidos                                |
| 3º lugar                 | Lizeth Arévalo                                              | Colômbia                                      |
| Semifinalistas (Top 6):  | Rosario Pilar Urania Haltenhoff Marilé del Rosario Santiago | Bolívia · Chile · México                      |
| Semifinalistas (Top 10): | Suzanne Sabloak Jana Hronkova Julide Ates Andreína Blohm    | Índia · Tchecoslováquia · Turquia · Venezuela |
| Premiações especiais     |                                                             |                                               |
| Miss Simpatia            | Christiane Stocker                                          | Alemanha                                      |
| Miss Fotogenia           | Pasaraporn Chaimongkol                                      | Tailândia                                     |
| Melhor Traje Típico      | Lizeth Mahecha                                              | Colômbia                                      |

## Jurados
Doze personalidades internacionais compuseram o painel de jurados:
1. Jayne Meadows - atriz e comediante
2. Haing S. Ngor - jornalista e ator cambojano
3. Chayanne - cantor portoriquenho
4. Howard Keel - ator e produtor musical
5. Steve Allen - humorista e apresentador de televisão norte-americano
6. Martin Ransohoff - produtor de Hollywood
7. Susan Forward	- psicóloga e jornalista
8. Leonora Langley	- editora da revista Elle
9. Brooks Firestone - produtora de vinhos
10. James De Nicholas - cantor e tecladista
11. Deborah Nadoolman - estilista de moda
12. Princesa Maria de Bourbon - aristocrata espanhola

## Candidatas
Em negrito, a candidata eleita Miss Universo 1990. Em itálico, as semifinalistas.
| - Alemanha - Christiane Stocker (MS) - Argentina - Paola de la Torre - Aruba - Gwendolyne Charlotte Kwidama - Austrália - Charmaine Ware - Áustria - Sandra Luttenberger - Bahamas - Lisa Nichelle Sawyer - Belize - Ysela Antonia Zabaneh - Bermudas - Janet Tucker - Bolívia - Rosario Rico del Toro Pilar (F) - Canadá - Robin Lee Ouzunoff - Chile - Urania Haltenhoff Nikiforos (F) - Cingapura - Ong Lay Ling - Colômbia - Lizeth Yamilé Mahecha Arévalo (3°, TT) - Coreia do Sul - Hyun-kyoung Oh - Costa Rica - Julieta Posla Fuentes - Dinamarca - Maj Britt Jensen - Egito - Dalia El Behery - El Salvador - Gracia Maria Guerra - Equador - Jessica Nuñez Severino - Escócia - Karina Ferguson - Espanha - Raquel Revuelta Amengou - Estados Unidos - Carole Gist (2°) - Filipinas - Germelina Leah Pagan Padilla - Finlândia - Tiina Susanna Vierto - França - Gaelle Voiry - Gibraltar - Audrey Gingell - Grécia - Jeni Balatsinou - Groenlândia - Sascha Nukaka Modzseldt - Guam - Marcia Damian - Guatemala - Marianela Amelia Abate - Holanda - Stephanie Halenbeek - Honduras - Vivian Audely Moreno - Hong Kong - Monica Chan Fat Yung - Ilhas Caimã - Tricia Rose Whitaker - Ilhas Virgens Britânicas - Jestina Hodge - Índia - Susanne Sabloak (SF) | - Inglaterra - Carla Barrow - Irlanda - Barbara Ann Curran - Islândia - Hilður Dungal - Israel - Yvonna Krugliak - Itália - Annamaria Malipiero - Jamaica - Michelle Hall - Japão - Hiroko Miyoshi - Malásia - Anna Lin - Malta - Charmaine Farrugia - Marianas Setentrionais - Edwina Taitano Menzies - Ilhas Maurícias - Anita Ramgutty - México - Marile del Rosario Santiago (F) - Nigéria - Sabina Ifeoma Umeh - Noruega - Mona Grudt (1°) - País de Gales - Jane Lloyd - Paraguai - Monica Plate Cano - Peru - Marisol Martinez - Polónia - Małgorzata Obiezalska - Porto Rico - Maria Luisa Fortuno - Portugal - Maria Angélica Rosado - República da China - Wen Tzui Pin - República Dominicana - Rosario Rodriguez - São Vicente e Granadinas - Glenor Browne - Sri Lanka - Roshani Aluwinare - Suécia - Linda Isacsson - Suíça - Catherine Mesot - Suriname - Saskia Sibilo - Tailândia - Pasaraporn Chaimongkol (MF) - Tchecoslováquia - Jana Hronkova (SF) - Trinidad e Tobago - Maryse de Gourville - Turcas e Caicos - Karen Been - Turquia - Julide Ates (SF) - União Soviética - Evia Stalbovska - Uruguai - Ondina Perez Icaza - Venezuela - Andreína Katarina Goetz Blohm (SF) |

## Fato
- Esta foi a última edição em que o Reino Unido participou com candidatas diferentes representando a Inglaterra, a Escócia e o País de Gales. A partir de 1991 os britânicos seriam representados por apenas uma candidata, com a faixa de Reino Unido ou Grã-Bretanha.[5]

## Nota
- ↑i Em 2002 a russa Oxana Fedorova venceria o concurso, mas, destronada durante seu reinado, não é mais reconhecida como Miss Universo. De acordo com a Miss Universe Organization a Miss Universo 2002 é a panamenha Justine Pasek, segunda colocada naquela edição.